# Pirineos (revista)
Pirineos es una revista académica española fundada en 1945 por el Consejo Superior de Investigaciones Científicas. 

## Historia
Denominada en un principio Pirineos. Revista de Ecología de Montaña, cambió su denominación en 1986, cuando adoptó el nombre de Pirineos. Revista del Instituto de Estudios Pirenaicos. Se trata de una revista científica, fundada en 1945, y editada por el Instituto Pirenaico de Ecología, centro perteneciente al Consejo Superior de Investigaciones Científicas. La revista se ocupa de temas de Medio ambiente natural y geografía ambiental.
Pirineos incluye publicaciones de trabajos relacionados con la dinámica de los ecosistemas de montaña, es decir, con los procesos y las relaciones que se establecen entre los seres vivos y entre estos últimos y el medio ambiente, en un espacio tan peculiar como el de las regiones más elevadas de la planeta. Trata de contribuir a explicar el funcionamiento global de las regiones de montaña y la organización espacial de recursos y procesos, con una perspectiva integradora en la cual el hombre ejerce también un papel destacado.
Pirineos recoge trabajos científicos originales importantes para el conjunto de la Ecología de Montaña, especialmente aquellos que aportan información sobre los flujos existentes entre subsistemas, la influencia del hombre en la transformación del entorno montañoso, las relaciones tróficas entre los seres vivos y el funcionamiento de los diferentes aspectos que constituyen la base de los ecosistemas de montaña.
Pirineos es una revista revisada por pares externos, que se encuentra indexada en los siguientes índices: Web of Science, Scopus, CWTS Leiden Ranking, REDIB y Directory of Open Access Journals. Se trata de una revista en acceso abierto que facilita el acceso sin restricciones a todo su contenido desde el mismo momento de su publicación.